# مسجد البيت القديم
مسجد البيت القديم (بالاندونيسية: Masjid Agung Al-Baitul Qadim) هو مسجد يقع في ايرماتا في كوبانغ التابعة لنوسا تنقارا الشرقية، المسجد يبغ عمره أكثر من 200 سنة، وهو أقدم مسجد في جزيرة تيمور، على الرغم من أن عمر قد تعدى قرنين الا أن معظم غرف المسجد البيت في الطابق الأول لا يزال يحافظ عن أصالته .